# Queso crema criollo
El queso crema criollo es una forma de queso farmer que es tradicional en el área de Nueva Orleans. Se elabora con leche desnatada, suero de leche y cuajo, tiene un sabor suave, ligeramente agrio y ligeramente dulce, y con frecuencia se mezcla con nata, azúcar y frutas y se sirve como postre. A menudo se utiliza para hacer helado de queso crema criollo.
En los hogares se comía tradicionalmente para el desayuno y se servía con crema, fruta o azúcar; también se puede servir sobre tostadas con mantequilla, sal y pimienta.

## Historia
Según el Mauthe's Progress Milk Barn Archivado el 5 de diciembre de 2018 en Wayback Machine. de Mauthe, una lechería artesanal a la que se le atribuye haber ayudado a resucitar el plato, El queso crema criollo se originó en el siglo XIX entre personas de ascendencia francesa. En lugar de formar la cuajada, se dice que colgaron el clabber en una bolsa de malla en un árbol y dejaron escurrir el suero.
Se sirvió queso crema criollo en un cuenco y se vertió nata encima. Mauthe recuerda que se comía en pan francés en algunas áreas y en pan de maíz en otras partes del sur de Estados Unidos.
El queso crema criollo está incluido en el Arca del Gusto, un catálogo internacional de alimentos patrimoniales en peligro de extinción, mantenido por el movimiento global Slow Food.
La popularidad del queso crema criollo declinó durante la segunda mitad del siglo XX y se volvió difícil de encontrar. Varias lecherías en el sur de Luisiana han ofrecido queso crema criollo en el pasado, incluidos Borden's, Gold Seal y Barbe's. En 1998 todavía estaba disponible en Dorignac's Food Center en Veterans Boulevard en Metairie. La Gold Seal Creamery, que fue la última fábrica de queso crema criollo en Nueva Orleans, operó aproximadamente entre 1920 y 1986 y su edificio de ladrillo rubio construido en 1954 se está convirtiendo en apartamentos tipo loft.

## Resurgimiento
Más recientemente, el queso crema criollo ha tenido un resurgimiento. El chef nativo de Nueva Orleans, David Guas, ofrece queso crema criollo en su panadería, cafetería y restaurante Bayou en Arlington, Virginia, servido con galletas de suero de leche y jalea de pimienta. El Museo de Arte de Nueva Orleans (NOMA) incluyó queso crema criollo como parte de sus demostraciones "Art You Can Eat" de 2012, con Leah Chase preparándolo. A Poppy Tooker también se le atribuye haber ayudado a resucitar el plato. La Enciclopedia de cocina cajún y criolla incluye instrucciones para preparar el plato en casa.
El proceso intensivo requerido para hacer queso crema criollo, un brebaje similar al yogur y ligeramente dulce, ha regresado incluso con una receta de pastel de queso de la familia Mauthe de McComb, Misisipi, que opera el Progress Milk Barn, casi destruido por el huracán Katrina.

## Helado de queso crema criollo
El helado de queso crema criollo también es una tradición de Luisiana. El USDA tomó medidas enérgicas contra las lecherías por preocupaciones sobre el deterioro y regulaciones adicionales sobre la producción de leche y queso; por ello su producción se ha vuelto mucho más limitada. El sabor del helado estaba disponible en las farmacias de K&B. Otros productores anteriores incluyen Brown's Dairy en Nueva Orleans.
John Besh ofrece un helado de terciopelo rojo de queso crema criollo en su tienda de refrescos en el Museo Nacional de la Segunda Guerra Mundial. Mam's House of Ice en Houston ofrece helado de queso crema criollo. Baskin Robbins ofreció el helado entre 2011 y 2012. En abril de 2013, Blue Bell Creameries relanzó el sabor en Luisiana y la región de la costa del Golfo de Misisipi, y en 2018 lanzó el sabor nuevamente en el área de Pine Belt de Misisipi, sobre todo en la cadena de supermercados Ramey. Otra versión está hecha por la New Orleans Ice Cream Company.